# 澳門供電
澳門供電是指澳門的電力供應情況。

## 歷史沿革

### 本地供電
澳門本來的供電是由「澳門電燈公司」（英語：The Macao Electric Lighting Company, Limited、簡稱「Melco」）負責，然而該公司的總部處於香港，所以一直不是由本地公司供電。直至1972年，該公司與澳葡政府的專營合約出現糾紛，最後交由澳門電力股份有限公司（簡稱澳電）負責澳門本地的供電。

## 現時概況
現時澳門的發電是由一個處於澳門半島的發電廠及兩個位於路環島的發電廠負責，然而事實上有兩個發電廠已經報廢，總發電量只能達到澳門整體用電量的10%。澳門主要的供電是透過從內地輸電，內地的輸電達到澳門供電量的80%，輸電網是由澳電設立的19個主要變電站組成，透過連接著兩個珠海與南屏變電站的110千伏變電站以及一個連接拱北與珠海變電站的220千伏變電站為澳門供電。
澳電的輸電系統採用220千伏、110千伏和66千伏三種電壓，而配電方面主要採用11千伏和400/230伏。所供電力是50赫茲的交流電，230伏單相電壓或400伏三相電壓。

## 重大事故

### 2015年
4月15日上午10時56分，位於鴨涌河的變電站發生故障。事件導致澳門廣泛地區停電，超過10萬用戶受影響，近42%的澳門總用戶受到波及。期間多幢大廈停電以及多處地方均有市民受困於電梯之中，事故歷時一個半小時才陸續恢復。

### 2017年
8月23日強颱風天鴿侵襲廣東沿岸地區，對澳門造成極大破壞，供電受到重大影響。事件造成的衝擊至9月上旬才完全恢復。